# Lucas Blondel
Lucas Blondel (* 14. September 1996 in Buenos Aires) ist ein argentinisch-schweizerischer Fussballspieler, der seit 2023 als rechter Aussenverteidiger bei den Boca Juniors in der argentinischen Primera División spielt. Zuvor war er bei Atlético de Rafaela und CA Tigre engagiert.

## Persönliches
Der in Argentinien geborene Blondel verbrachte in seiner Jugend einige Zeit in der Schweiz und besitzt durch seinen Vater schweizerischer Abstammung die doppelte Staatsbürgerschaft.